# ITU G.992.1
G.992.1 (неофициально также G.dmt) — Рекомендация МСЭ-Т, тип асимметричной технологии xDSL, использующий метод дискретной многоканальной модуляции (DMT), основанный на мультиплексировании с ортогональным частотным разделением каналов (OFDM). Обеспечивает скорость передачи данных по направлению к пользователю до 8 Мбит/с, а по направлению от пользователя до 1,3 Мбит/с.